# Psettina senta
Psettina senta är en fiskart som beskrevs av Amaoka och Larson, 1999. Psettina senta ingår i släktet Psettina och familjen tungevarsfiskar. Inga underarter finns listade i Catalogue of Life.